# Грб Мурманске области
Грб Мурманске области је званични симбол једног од субјеката Руске федерације са статусом области — Мурманске области. Грб је званично усвојен 6. јуна 2004. године.

## Опис грба
Грб Мурманске области је четвороугаоник са заобљеним угловима и шиљатим врхом на ниже у коначности урађен као хералдички штит француског облика. Поље штита је хоризонтално подјељено на два дијела.
Горње поље је у азурно-плавој боји са сликом златне поларне свјетлости. Доње поље је у тамноцрвеној боји у коме су представљене укрштени: златно сидро, сребрни мач и сребрни крамп.
Поларна свјетлост представља локацију Мурманске области у Арктичком кругу. Сидро симболизује пловидбе и риболов. Крамп је симбол рударске индустрије. Мач је симбол војне снаге и војне славе. Азурно-плава боја је симбол љепоте и узвишености. тамноцрвена боја је симбол храбрости и снаге. Златна боја је симбол богатства. Сребрна боја је симбол чистоће.